# 勒伊滕堡
勒伊滕堡（法語：Reutenbourg，发音：[ʁœjtənbuʁ]；德语：Reutenburg）是法国下莱茵省的一个市镇，属于萨韦尔讷区和萨韦尔讷县（Saverne）。该市镇总面积4.4平方公里，2009年时的人口为378人。

## 人口
勒伊滕堡人口变化图示